# Biblioteka Książąt Czartoryskich
Biblioteka Książąt Czartoryskich – oddział Muzeum Narodowego w Krakowie, znajdujący się przy ul. św. Marka 17 w Krakowie. Jest to polska biblioteka fundacyjna powstała z inicjatywy książąt Adama Kazimierza Czartoryskiego i Izabeli z Flemingów Czartoryskiej w II połowie XVIII wieku.  

## Historia

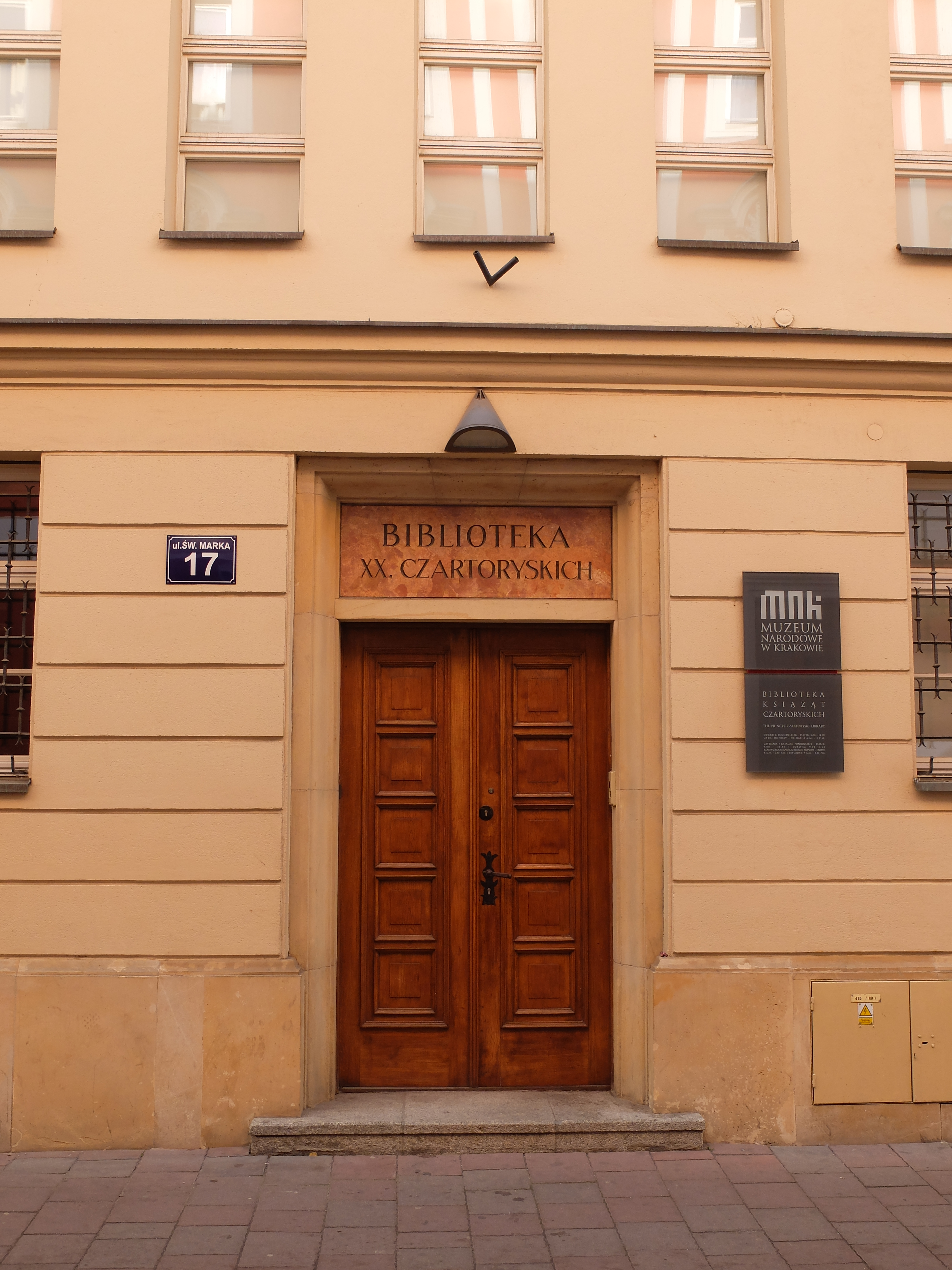
Wejście do biblioteki

Księgozbiór Adama Kazimierza i Izabeli z Flemingów Czartoryskich początkowo mieścił się w należącym do księstwa Pałacu Błękitnym w Warszawie. W 1770 roku biblioteka liczyła 1645 druków i rękopisów oraz opublikowała swój pierwszy katalog. Po 1783 roku została przeniesiona do Pałacu Czartoryskich w Puławach. Zbiór puławski był stale powiększany o dzieła o znaczeniu narodowym, w tym bibliotekę Tadeusza Czackiego, zwaną Porycką, która obejmowała archiwa po królu Stanisławie Auguście Poniatowskim. 
Do 1830 w bibliotece zgromadzono około 70 000 druków i 3000 rękopisów. Po upadku powstania listopadowego i konfiskacie majątku zbiory uległy rozproszeniu i były przechowywane poza granicami zaboru rosyjskiego – w Sieniawie, Krasiczynie, Kórniku, Krakowie i Paryżu. Ponownego scalenia zbiorów dokonał syn Adama Jerzego – książę Władysław, który w 1874 r. ulokował je w oddanym na ten cel przez władze Krakowa dawnym Arsenale Miejskim. Biblioteka była integralną częścią muzeum, które uroczyście otwarto w 1876 roku. 
Podczas II wojny światowej biblioteka została zamknięta, jednak nadal z jej zbiorów korzystali polscy uczeni i badacze. Zbiory biblioteki zostały zrabowane, a tylko część z nich udało się odzyskać. W 1950 roku zbiory biblioteczne i muzealne trafiły pod opiekę państwa jako depozyt w Muzeum Narodowym w Krakowie. Na ten cel wybudowano oddzielną siedzibę, którą zaprojektował Marian Jaroszewski. Budynek został wzniesiony w latach 1958–1960 na miejscu zburzonej w 1939 roku oficyny tylnej Pałacu Wodzickich przy ulicy św. Jana 11. Przeprowadzka księgozbioru do nowej siedziby zakończyła się w 1961 roku. W roku 1971 Biblioteka Czartoryskich uzyskała status biblioteki naukowej o profilu humanistycznym.  
29 grudnia 2016 roku Fundacja Książąt Czartoryskich, będąca prawnym właścicielem zbiorów od 1991 roku, przekazała bibliotekę oraz inne dobra na własność Muzeum Narodowemu w Krakowie.  

## Zbiory

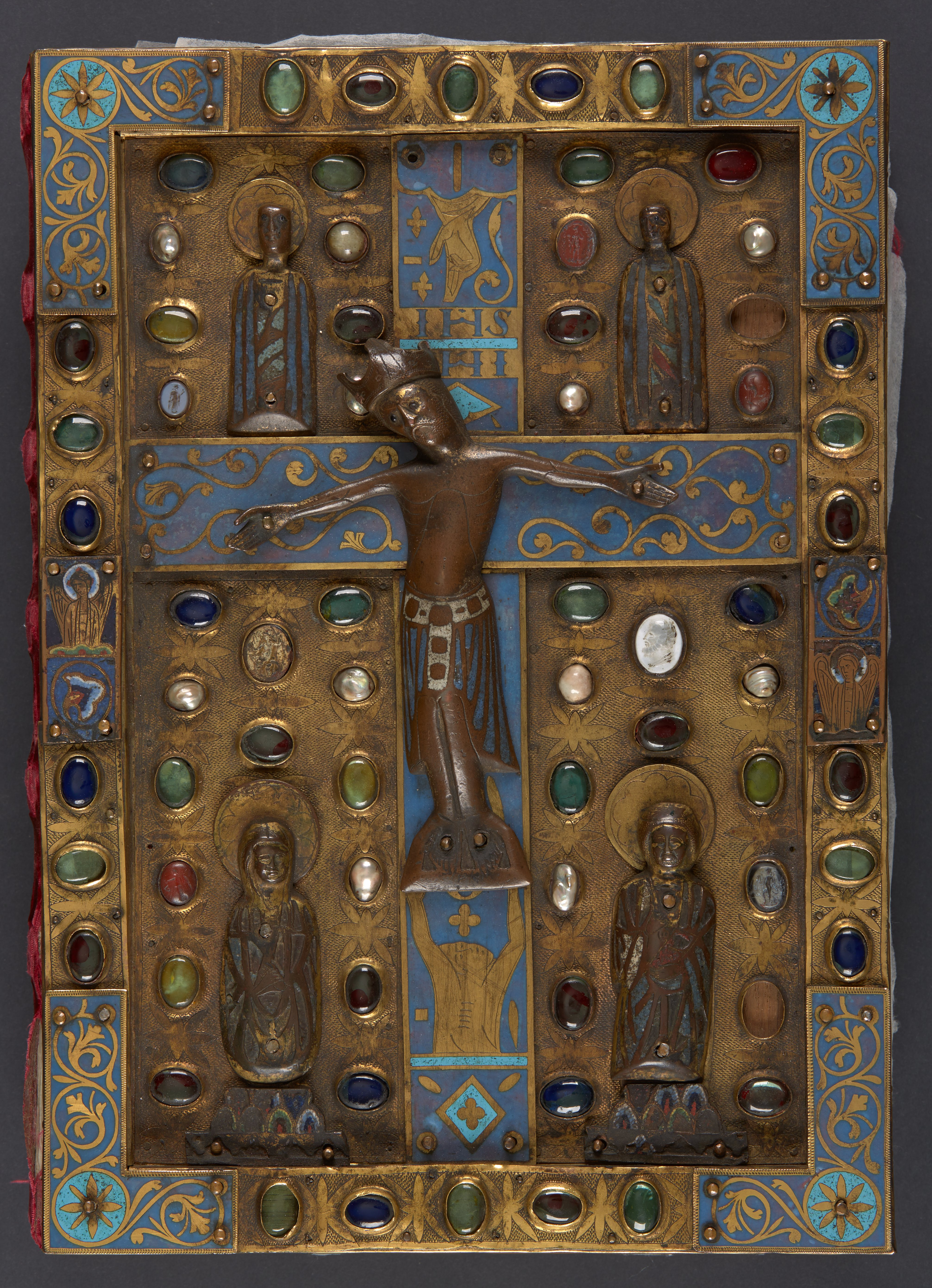
Oprawa Kodeksu Pułtuskiego z XI wieku

Księgozbiór Biblioteki Książąt Czartoryskich liczy ponad 245 000 woluminów i obejmuje zabytki piśmiennictwa z okresu od X do XX wieku. Biblioteka Czartoryskich posiada różnorodny zbiór starych druków, inkunabułów, cymeliów, muzykaliów, kalendarzy, map, atlasów, zielników, czasopism i druków ulotnych. 
Od początku zbiorowi towarzyszą średniowieczne i nowożytne rękopisy iluminowane, które stanowiły część kolekcji muzealnej księżnej Izabeli Czartoryskiej. Do malarstwa książkowego prezentowanego w bibliotece należą m.in. Traktat o formach i przepisach turniejowych, Złoty Kodeks Pułtuski i Pontyfikał Erazma Ciołka.   
Szczególne znaczenie dla zbiorów biblioteki mają dokumenty historyczne poświadczające ważne wydarzenia w dziejach kraju, takie jak: przywilej koszycki (1374), przywilej jedlneński (1430), dokument unii w Horodle (1413) i akt hołdu pruskiego (1525). Historia rodu Czartoryskich zapisała się w dokumentach rodzinnych, wśród których znajdują się m.in. nadanie tytułu książęcego dla Czartoryskich w 1442 roku, dyplom honorowego obywatelstwa miasta Krakowa dla Władysława Czartoryskiego (1880) oraz materiały ukazujące działalność muzealną Izabeli Czartoryskiej.
W księgozbiorze znajdują się także pamiątki po znanych osobach ze świata kultury, nauki, polityki i religii. Są to autografy listów Marcina Lutra, Mikołaja Kopernika, Ludwiga van Beethovena, Adama Mickiewicza oraz pierwszych prezydentów USA.

## Galeria

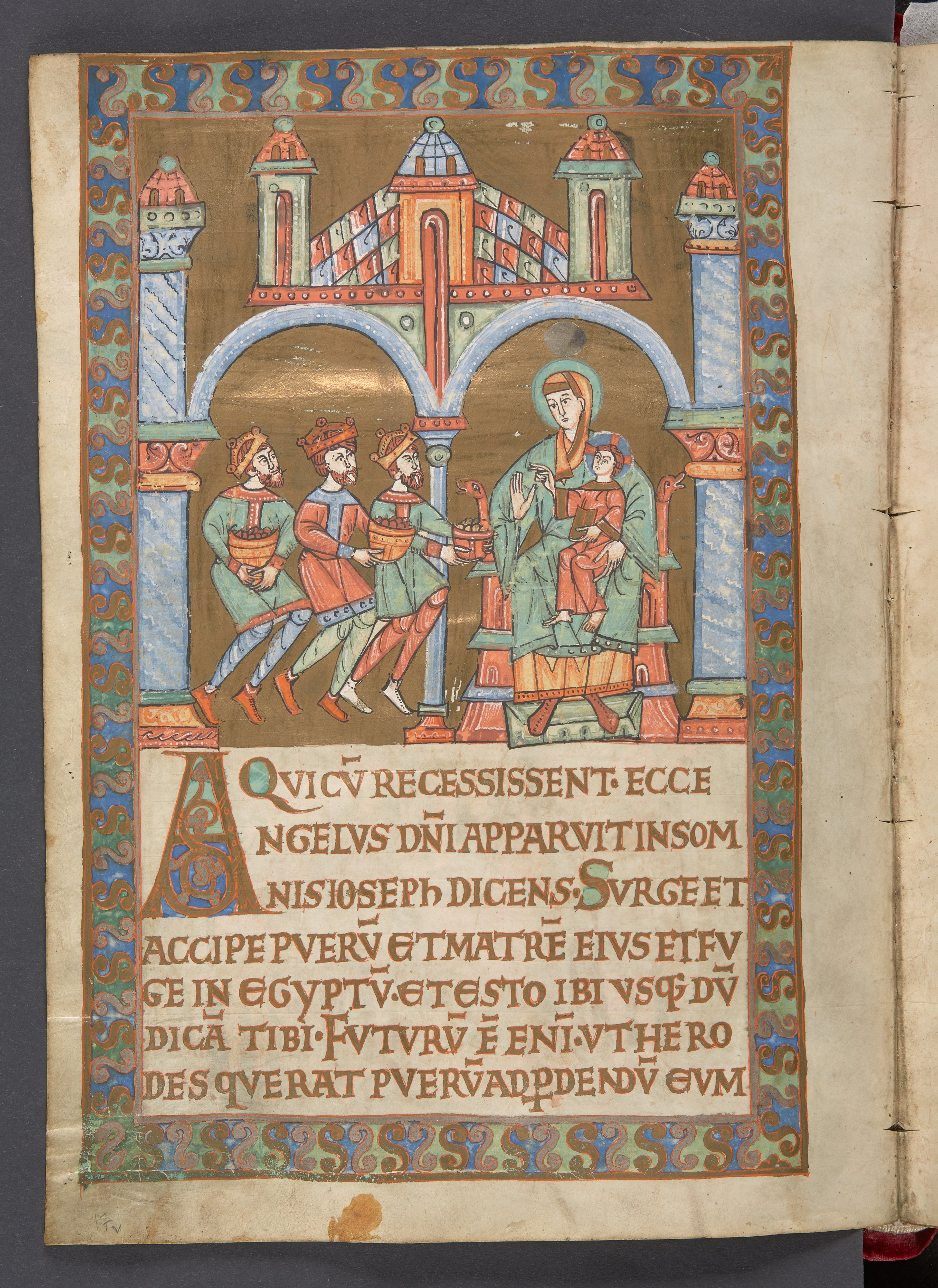
Złoty Kodeks Pułtuski, lata 80. XI w.
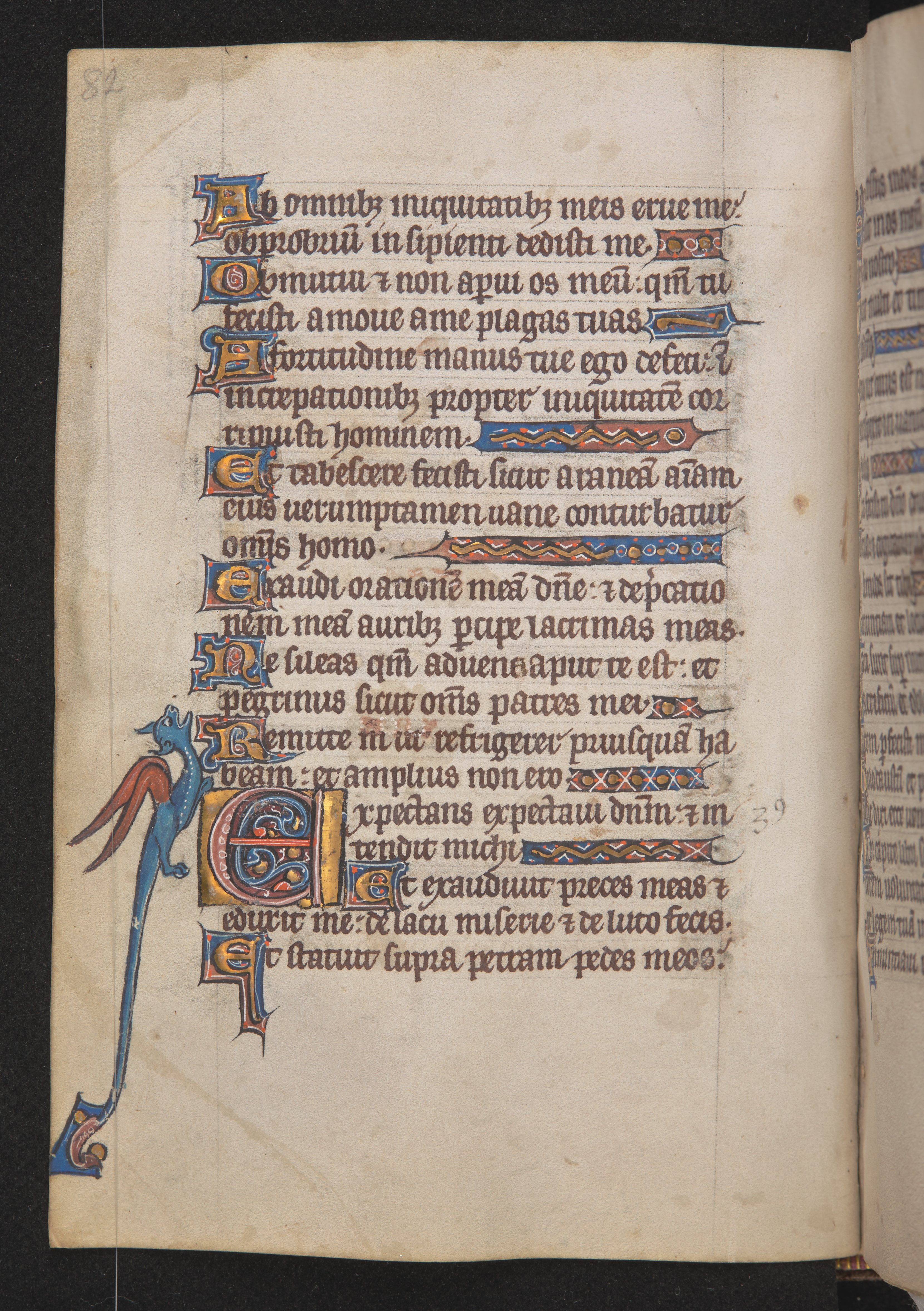
Psalterium-Horae, I ćw. XIV w.
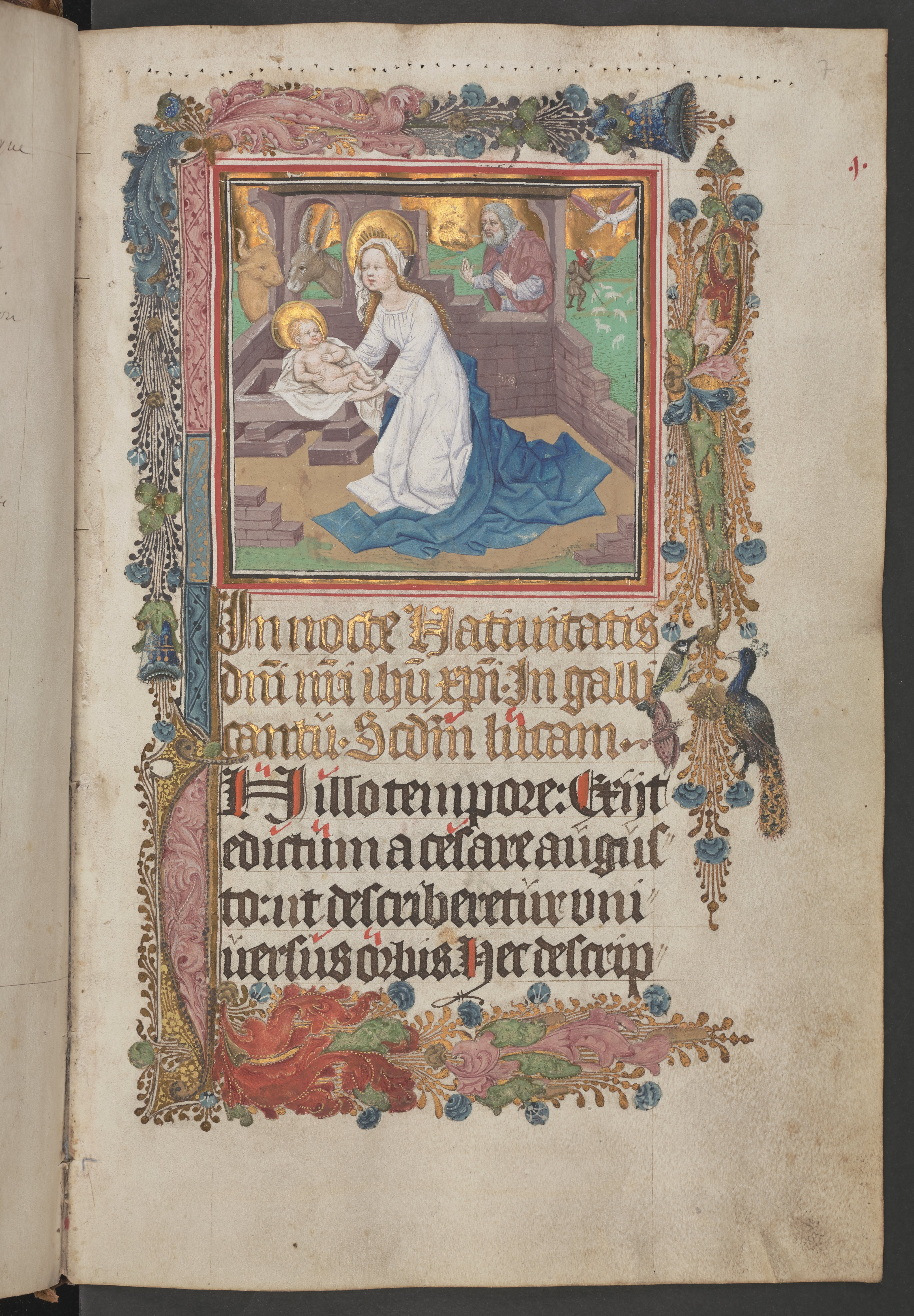
Lectiones Evangeliorum in diebus festis, Kolonia, po 1461
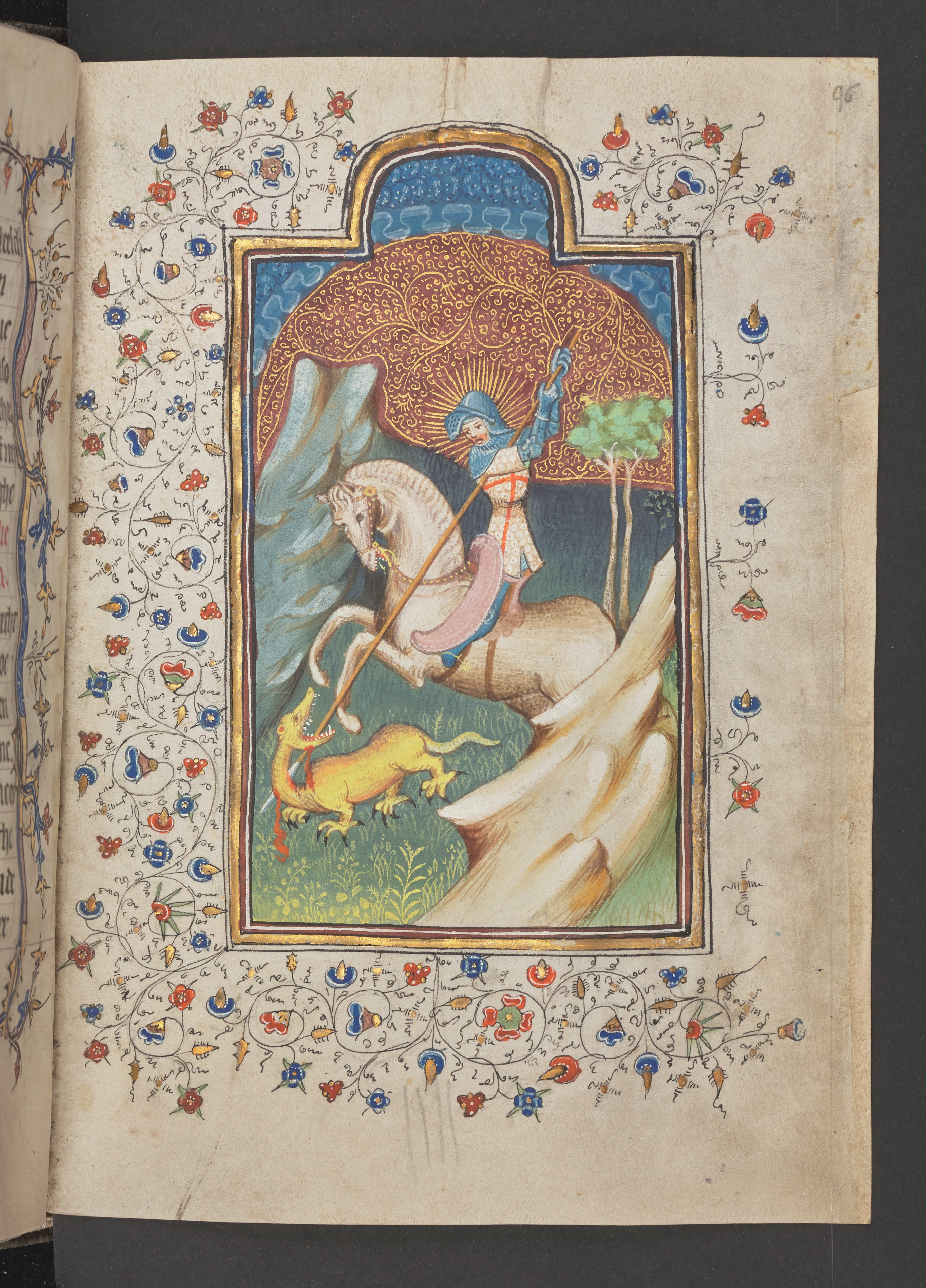
Getijdenboek, Brugia, I ćw. XV w.
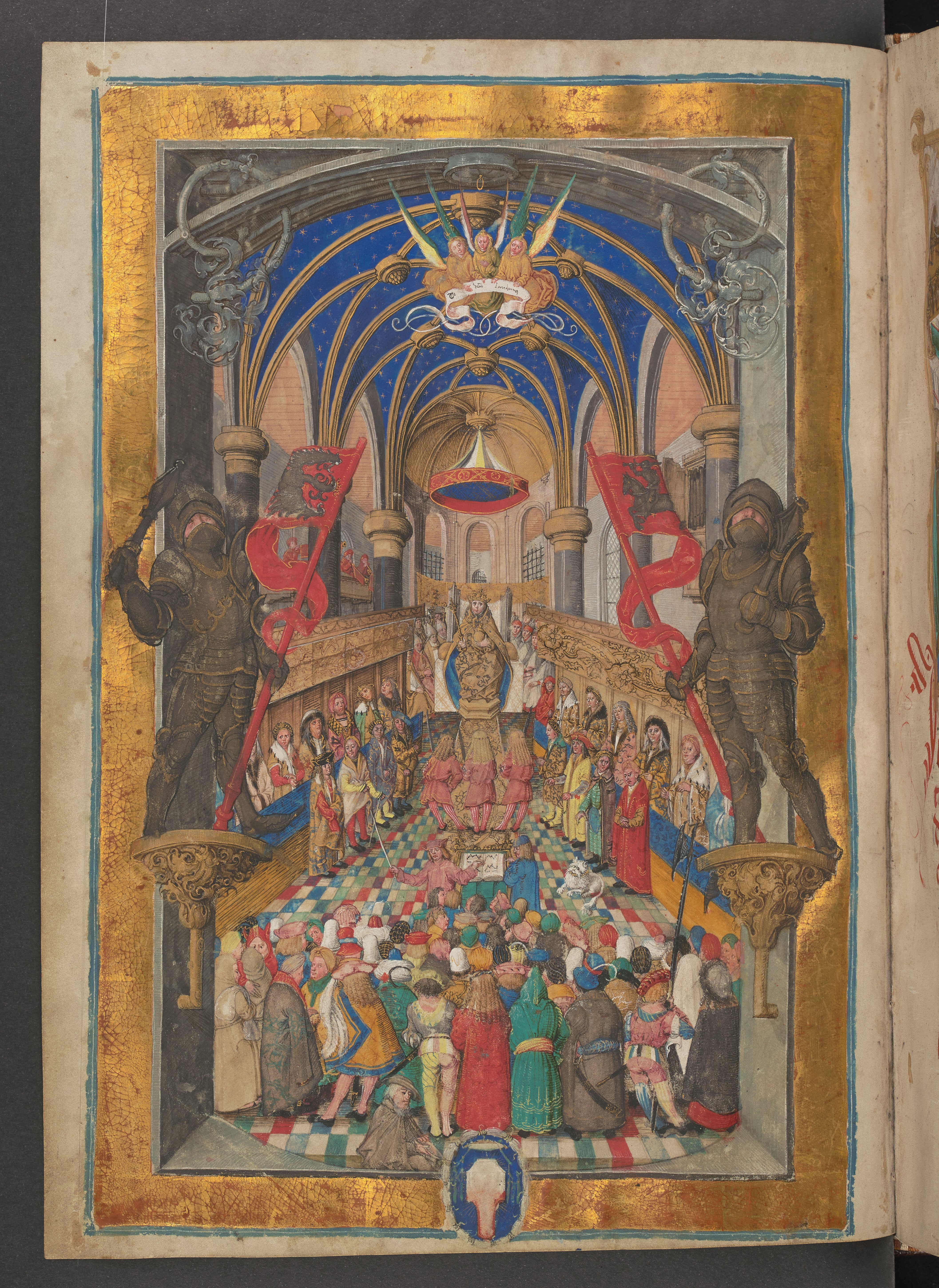
Pontyfikał Erazma Ciołka, Kraków, 1510-1515
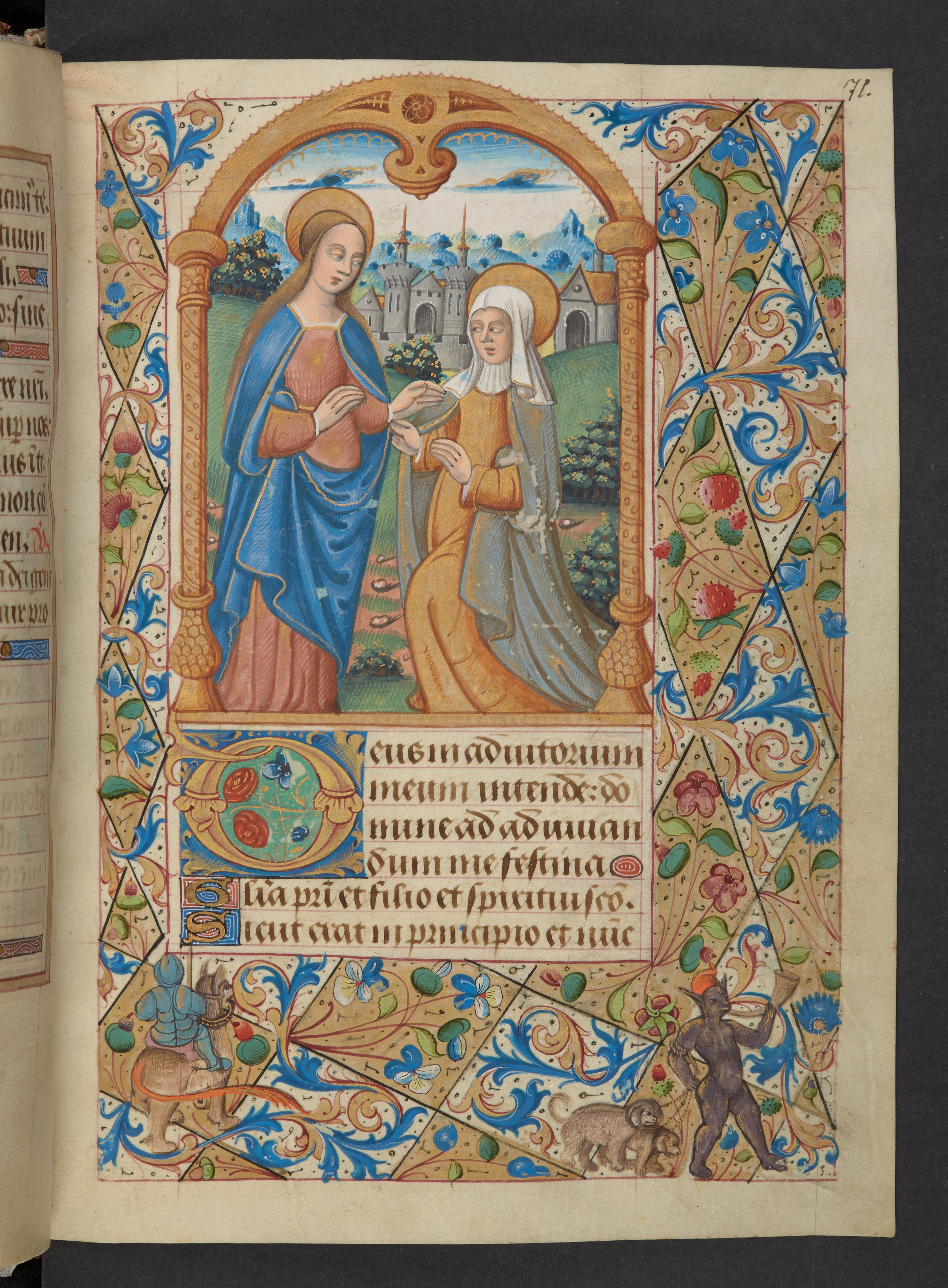
Livre d'heures, pocz. XVI w.